# بطاطا (ثمرة)

ثمرة البطاطا.

ثمرة البطاطا الأجزاء التي تؤكل من نبات البطاطا هي نموّات تُسمى الدرنات تتكون تحت الأرض على السيقان. ومعظم نباتات البطاطا تنتج نحو 3 ـ 6 درنات. وبعضها ينتج نحو 10 ـ 20 درنة حسب الصنف والظروف الجوية والتربة. والبطاطا تكون مستديرة أو بيضية صلبة، وقد يصل نموها إلى أكثر من 15 سم في الطول وقد يصل وزن الحبة إلى 1.5 كجم، أما قشرتها فهي رقيقة بنيِّة أو بنية مُحْمَرَّة أو حمراء وردية أو بيضاء ويكون اللون الداخلي للدرنة أبيض.
وتحتوي الدرنات على العديد من الطبقات. فالجلد الخارجي يسمى البشرة والطبقة التالية هي القشرة التي تعمل كمنطقة تخزين للبروتين وبعض النشا. والطبقة الثالثة تعرف باسم «الحزم الوعائية» وهي تستقبل النشا من أوراق النبات والساق. يتحرك النشا من الأحزمة الوعائية إلى الأنسجة المحيطة التي تتكون من الخلايا البرنشيمية أو اللحمية، وهي مناطق التخزين الرئيسية للنشا في الدرنة. ومركز الدرنة يُسمى النخاع ومعظمه يتكون من الماء.

## أشهر الأكلات مع البطاطا
هناك وصفات عديدة تحضّر من البطاطا كمكوّن أساسي أشهرها: البطاطا بوريه، غراتان البطاطا، بطاطا سوفليه، بطاطا مهروسة، كفتة بالبطاطا، دجاج وبطاطا، شوربة البطاطا وسلطة البطاطا وغيرها.

### أكلها مع قشرتها
يؤكد خبراء التغذية بأن البطاطا المسلوقة بقشرتها إذا أكلت مع القشر تكون أكثر فائدة بسبب احتواء القشرة نسبة عالية من الكالسيوم والفوسفور والحديد، وهي تحتوي على مواد مضادة للسرطان والأكسدة لذلك ينصح بتناولها مع القشرة، وفيها أيضًا مادة قادرة على امتصاص كل السموم في الجسم، وتعالج المَعْي الغليظ، ولا تضر القلب ولها فوائد أخرى للجسم.

## الاستعمالات

### التغذية والصحة

أطعمة مختلفة من البطاطا.

تجهز البطاطا بطرق عدَّة، مشوية أو مسلوقة أو مقلية أو مهروسة، كما أنها تقَّدم مع اللحم أو السمك ومع الخضراوات الأخرى. ويقوم صانعو الأغذية بتجهيز البطاطا على هيئة مسحوق سريع التحضير لعمل البطاطا المهروسة والأصناف الأخرى. كما يقوم معلبو الأغذية بتعليب البطاطا على هيئة بطاطس مهروسة أو حساء أو مطبوخة. وهناك بعض المنتجات الأخرى التي تدخل البطاطا في مكوناتها وهي تشمل المشروبات الكحولية والدقيق وأنواعًا خاصة من النشا تستخدم في الصناعة.
تحتوي البطاطا على نحو 80% ماء و20% مواد صلبة. ويكوِّن النشا مايعادل 85% من المواد الصلبة ويكوِّن البروتين النسبة الباقية. والبطاطا تحتوي على العديد من الفيتامينات، منها: النياسين والريبوفلافين والثيامين وفيتامين ج. كما تحتوي على بعض الأملاح المعدنية، مثل الكالسيوم والحديد والمغنسيوم والفوسفور والبوتاسيوم والصوديوم والكبريت.
ولا تسبب البطاطا البدانة إلا إذا أضيفت إليها الزبدة أو الصلصة أو الكريم الحمضي. فمن المعروف أن درنة البطاطا المشوية المتوسطة الحجم التي تزن 170 إلى 225 غ تحتوي على أقل من 100 سعرة حرارية.